# Koenigsegg
 Der er for få eller ingen kildehenvisninger i denne artikel, hvilket er et problem. Du kan hjælpe ved at angive troværdige kilder til de påstande, som fremføres i artiklen.

Koenigsegg Automotive AB [ˈkəːnɪgsɛg] er et svensk firma der producerer superbiler.

## Historien om Koenigsegg
Firmaet Koenigsegg blev grundlagt i 1994 af Christian von Koenigsegg, som havde ideen om at bygge superbiler i verdensklasse. Baseret på Formel 1-teknologi var bilen nødt til at være en 2-personers med en midtercentreret motor. Det oprindelige design var baseret på designet af Sven-Harry Åkesson, kaldet Sethera Falcon. Den første producerede bil (CC8S) brugte en V8 motor, bygget af Ford. På de seneste modeller (CCR og CCX) blev en motor, der er bygget af Koenigsegg selv, brugt.
Von Koenigsegg fik ideen til at bygge sine egne biler efter at have set den norske film Bjergkøbing Grandprix i sin ungdom. Imidlertid tog von Koenigsegg sine første skridt i forretningsverdenen, da han var først i tyverne. Dette firma, Alpraaz i Stockholm, som Von Koenigsegg på daværende tidspunkt stod i spidsen for, havde megen succes. Grundet den store succes, fik von Koenigsegg de fornødne finansielle muligheder til at starte sin karriere som bilbygger.
En Koenigsegg CC prototype var først produceret i 1997, mens produktionen var gjort færdig til Paris Motor Show i år 2000. Den første kunde fik en rød Koenigsegg CC8S i år 2002, ved Geneva Auto Show og fire biler til blev bygget det år. Koenigsegg var etableret i Asien senere det år med en premiere på en ny bil på Seoul Auto Show. I 2004 blev den nye CCR vist frem ved Geneva Auto Show.
Den 22. februar 2003 brændte en af Koenigseggs produktionsbygninger ned til grunden. Ilden blev slukket ved hjælp af 40 brandbiler fra fire forskellige brandstationer. Omkring 15 Koenigsegg-biler, karosseridele, maskiner og motorer var reddet fra branden, før branden kom ud af kontrol. Grunden til branden var en kortslutning i køkkenets opvaskemaskiner, som spredte sig op på loftet, som var isoleret med hø. På den samme dag bragte Koenigsegg bilerne i ly i en nærtliggende svensk lufthavn, nær byen Ängelholm, som ligger i den sydvestlige del af Sverige. Efter nogle få dage besluttede von Koenigsegg at de ville genopbygge den bygning, som var brændt.
Koenigsegg-emblemet var designet af Jacob Låftman i 1993 og er baseret på skjoldet af Koenigsegg-familien. Skjoldet har været familiens våbenskjold siden det 12. århundrede, da en af familiens medlemmer blev slået til ridder af den tyske del af det romerske imperium.

## Rekorder
Den 28. februar 2005 kl. 12:08 i Nardò, Italien slog en Koenigsegg CCR rekorden for den hurtigste serieproducerede bil i verden ved at opnå en hastighed på 388,87 km/t og derved slog McLaren F1, som tidligere havde rekorden. Rekorden holdt dog kun til september 2005 da den længe ventede Bugatti Veyron slog rekorden igen ved at opnå en topfart på 407,5 km/t, som blev bevist af magasinet Car and Driver og det engelske tv-program Top Gear.
Maj 2003 i San Francisco, hvor der blev afholdt Miami Gumball 3000 Rally, var den første Koenigsegg i USA. Denne Koenigsegg modtog den største fartbøde i verden, hvor personen kørte 387,2 km/t i et område hvor man kun måtte køre 120 km/t, et sted i det vestlige Texas.

## I medierne
Koenigsegg CCX har ligget på toppen over de hurtigste prøvekørte biler i tv-programmet Top Gear. Den kørte Top Gears bane med en tid på 1:17,6, hvorved den slog Pagani Zonda Fs tid med 0,8 sekunder. Den originale tid var 1:20,4, hvorefter der blev monteret en hækspoiler på bilen for at skabe mere down-force. Ifølge Koenigsegg selv var den forbedrede omgang pga. en optimeret opsætning af bilen.[kilde mangler]
I første forsøg kørte The Stig (testkører i Top Gear)af banen, var, ifølge firmaet, at Koenigsegg ikke havde haft tid til at give bilen en ordentlig opsætning, hvilket resulterede i at den overstyrede let. Under andet forsøg havde bilen en bedre opsætning og bedre greb. Hækspoileren gjorde ikke gavn for farten på testbanen, da hækspoileren kun hjælper, når man kører over 300 km/t.[kilde mangler]

## Modeller

### Historiske modeller
- Koenigsegg CC  (1996-2001)
- Koenigsegg CC 8S  (2002-2005) Bilen tog 8 år at udvikle og blev første gang vist frem i Paris.
- Koenigsegg CCR  (2004-2006)
- Koenigsegg CCGT (2007)
- Koenigsegg CCR Evolution (2008)
- Koenigsegg CCX (2006-2010)
- Koenigsegg CCX Edition (2006-2010)
- Koenigsegg CCXR (2007-2010)
- Koenigsegg CCXR Edition (2007-2008)
- Koenigsegg Trevita (2009) 2 stk. produceret
- Koenigsegg CCXR Special Edition (2010)
- Koenigsegg Hundra (2013)
- Koenigsegg Agera (2010-2015)
- Koenigsegg Agera R (2011-2014) 18 stk. produceret.[3]
- Koenigsegg Agera S (2012-2014) 5 stk. produceret.[4]
- Koenigsegg One:1 (2014-2015) 6 stk., plus en prototype, produceret.[5] Bilen betragtes som "den første ultrabil", da den yder lige så mange hestekræfter som den vejer i kilogram.

### Modeller i produktion
- Koenigsegg Agera RS (2014-2017) Er produceret i 25 eksemplar.[6]
- Koenigsegg Regera (2015-) Planlægges produceret i 80 eksemplar.